# Phthinosaurus borrisiaki
Phthinosaurus borrisiaki — вид терапсид родини Rhopalodontidae підряду диноцефалів (Dinocephalia), що мешкав у пермському періоді. Скам'янілості знайдені поблизу міста Белебей у Башкортостані в Росії. Описаний по рештках нижньої щелепи.